# Oude Loo-conferenties

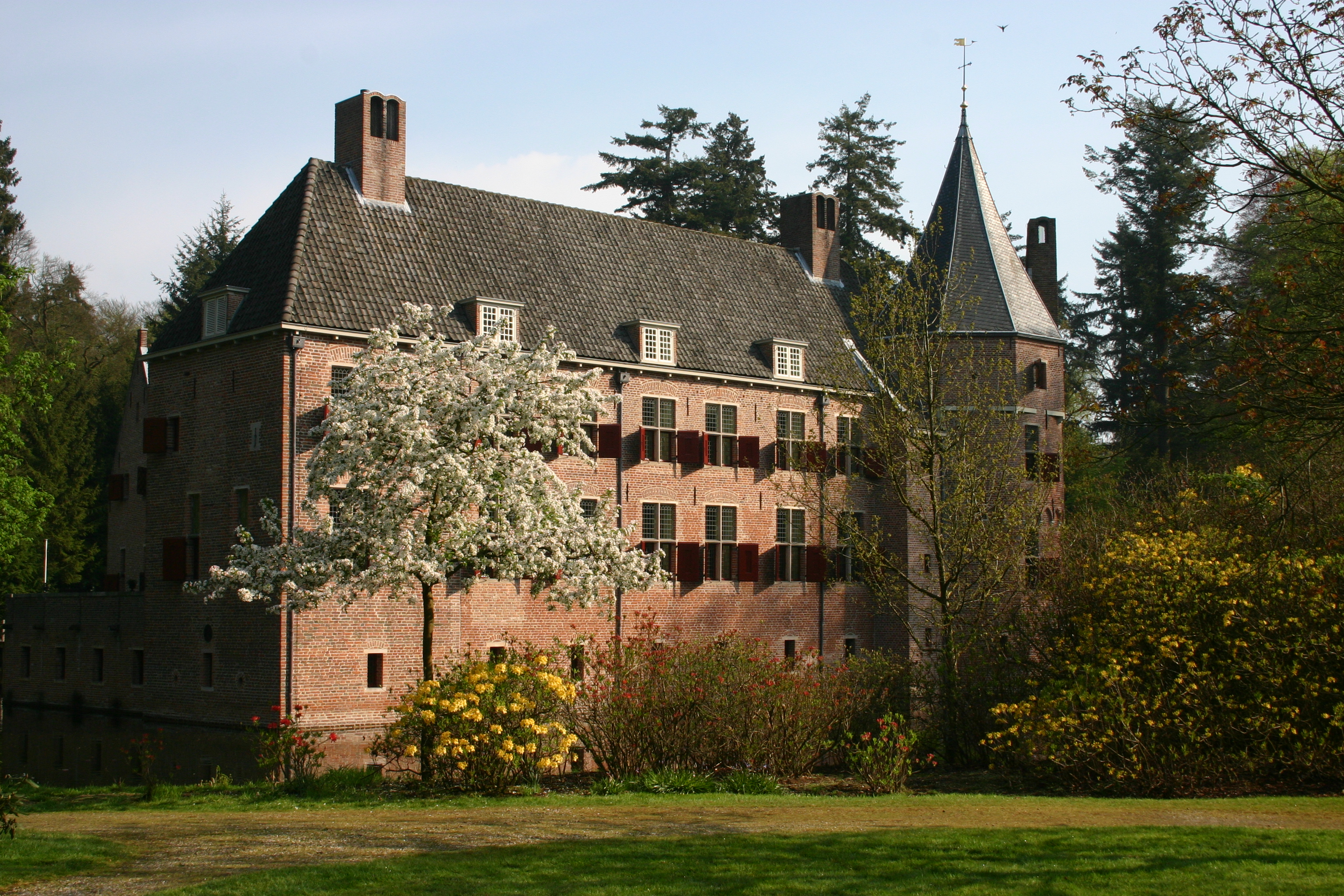
Het Oude Loo

De Oude Loo-conferenties waren een reeks bijeenkomsten, die, met instemming van koningin Juliana en haar moeder prinses Wilhelmina, werden georganiseerd door de kringen rond Greet Hofmans. Ze vonden plaats vanaf zomer 1951 tot eind augustus 1957. In totaal waren er zeventien conferenties, eerst twee en later drie per jaar, en telden gemiddeld zo'n 120 deelnemers. In al die jaren waren er negentig sprekers, waarvan elf vrouw.  
De conferenties droegen een op zich tamelijk vaag karakter en waren geïnspireerd op het spirituele, paranormale en esoterische gedachtegoed van Hofmans en de zogenoemde Baarnse kring, een gezelschap van vrienden en vriendinnen van koningin Juliana, die tegelijkertijd allemaal bewonderaars waren van Greet Hofmans. Hofmans' vriend en secondant Johan Willem Kaiser speelde een belangrijke rol in de (voorbereiding van) de conferenties. De bijeenkomsten vonden plaats op Kasteel Het Oude Loo, en danken daaraan hun naam.

## Achtergrond

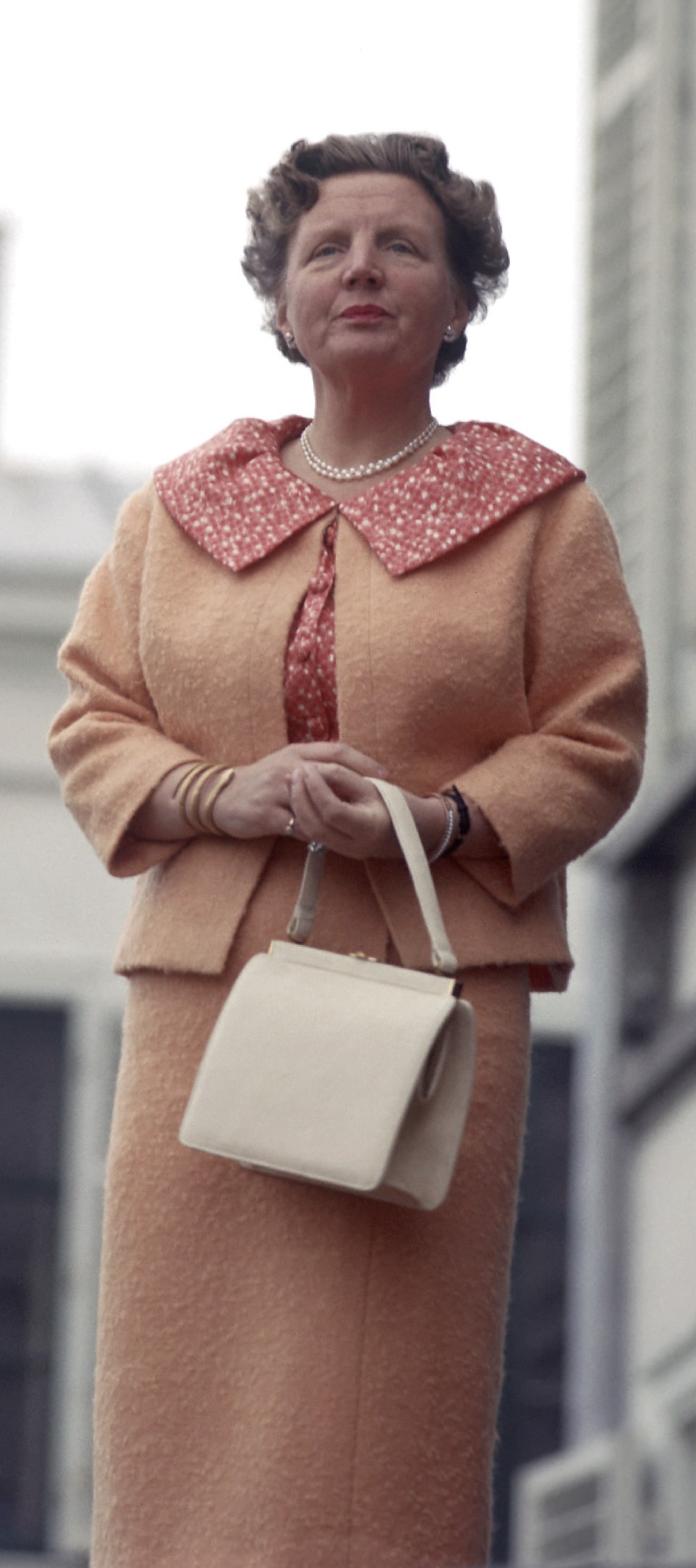
Koningin Juliana in 1963

Binnen de Baarnse kring waar behalve de koningin, Hofmans en Kaiser ook grote delen van 's majesteits persoonlijke hofhouding (als haar particulier secretaris Walraven van Heeckeren van Molecaten) deel van uitmaakten, werd met grote regelmaat gediscussieerd over het Godsbegrip. Binnen dit gezelschap ontstond al spoedig de gedachte dat God universeel is en dat de verschillende wereldgodsdiensten elk God naar hun eigen beeld of cultuur hadden herschapen. Rond 1951 kwam tijdens een van de bijeenkomsten de gedachte op hierover een conferentie te beleggen. Dit idee werd van meet af aan hartelijk ondersteund door de koningin. Aldus ging een voorbereidingscommissie aan de slag, die van prinses Wilhelmina toestemming kreeg om de bedoelde bijeenkomst te houden op kasteel Het Oude Loo.

## Eerste conferentie
De eerste conferentie werd voorbereid door een klein comité onder voorzitterschap van Kaiser. Deze bedacht als titel voor de bijeenkomst God Grondlegger der Wereld en daarom onoverwinnelijk. Onder deze vlag deed hij een uitnodiging uitgaan aan ongeveer 200 (inter)nationale geïnteresseerden, van wie er uiteindelijk ongeveer 130 zouden komen opdagen. De genodigden, en uiteindelijk ook de aanwezigen, vormden een gemêleerd gezelschap uit alle lagen van de bevolking die gezamenlijk alle verschillende godsdiensten representeerden. Uit de convocatie bleek duidelijk dat de universaliteit van God ging boven wat de religieuze stromingen ervan hadden gemaakt. Daarnaast ademde de uitnodiging ook een sterke sfeer van pacifisme.
De conferentie duurde al met al (in het weekeinde was men vrij) een week, namelijk van 24 tot en met 27 juli en van 31 juli tot en met 2 augustus. 's Ochtends waren er plenaire bijeenkomsten, terwijl de middag was uitgekozen als een moment voor nader overleg en nadere bezinning in kleinere kring. Tot een dergelijke opzet bood het voormalig jachtslot van koning-stadhouder Willem III ook de ideale fysieke mogelijkheden. Koningin Juliana zelf hield op de openingsdag een rede, getiteld Enige opmerkingen over de ontwikkeling van de mensheid in het heden, waarin zij - onder meer opmerkte:
(...) de grondfout die wij maken (...) dat wij onze intelligentie zich in sneller tempo laten ontwikkelen, terwijl wij te traag zijn met de bespoediging van het ontwikkelen van wat men kan noemen ons hart
Erg  veel concreter werd het overigens, ook in andere redevoeringen, niet. Reden ook waarom sommige genodigden - zoals de latere minister van Staat, dr. Marga Klompé - het al na twee dagen voor gezien hielden.
Omdat de voertaal van de conferentie Engels was, een taal die juffrouw Hofmans niet beheerste, speelde zij tijdens de conferentie geen grote rol, maar - naar later onderzoek heeft aangetoond - achter de schermen des te meer.

## Kritiek vanuit het kabinet
Het kabinet-Drees had zowel de voorbereiding van de conferentie, als de besprekingen die uiteindelijk plaatsvonden (waarvan Drees op de hoogte was doordat de conferentie werd bijgewoond door een medewerker van de Binnenlandse Veiligheidsdienst) met lede ogen aangezien. Drees en zijn kabinet vonden dat het tijdens de conferentie uitgedragen Godsbegrip "voor verschillende geestelijke stromingen in Nederland niet acceptabel [was], en zelfs als kwetsend [wordt] geacht". Hierbij was vooral de rol van koning Juliana - die immers "als het symbool van nationale eenheid had te functioneren" van belang. Een tweede bezwaar gold het op de conferentie zo breed uitgedragen pacifisme dat - althans op onderdelen - een strijdigheid kon suggereren in de eenheid van regeringsbeleid. Koningin Juliana ontving hierop - via zegslieden van het kabinet - verzoeken om haar bemoeienissen met eventueel volgende conferenties te staken. Die verzoeken sloeg zij in de wind. Haar moeder, prinses Wilhelmina, distantieerde zich in zo verre van de conferenties, dat zij latere bijeenkomsten niet meer bijwoonde. Niettemin bleef ze toestemming verlenen om het jachtslot dat haar eigendom was, voor de conferenties te blijven gebruiken.

## Rol in de Hofmans-affaire

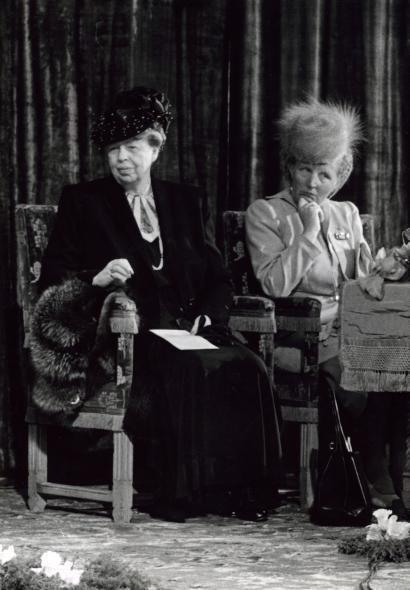
Koningin Juliana en Eleanor Roosevelt in 1948

De Oude Loo-conferenties en de onverzettelijke houding van koningin Juliana in haar streven de conferenties in leven te houden, vormden een grote factor in de uitkomsten van wat later bekend werd als de Greet Hofmans-affaire. Feitelijk toonde zij - met haar weigering de conferenties te staken - dat zij niet bijster geïnteresseerd was in de mening van het kabinet. De conferenties bleven na die eerste keer georganiseerd worden. De tweede conferentie zou, aldus de convocatie die opnieuw door Kaiser werd verzonden (maar mogelijk door Hofmans werd opgesteld), handelen over:
de heilige Vaagheid, welke de Wolkenzuil en de lichtende Wolk is, waarin God ons kleine, naar omlijndheid snakkende, mensjes VERSCHIJNT.
Nadien zouden nog vele conferenties volgen totdat het rapport van de commissie-Beel een einde zou maken aan zowel de Hofmans-affaire als aan de Oude Loo-conferenties. Een van die conferenties, de tweede namelijk, werd bijgewoond door de Amerikaanse presidentsweduwe Eleanor Roosevelt. Zij was er geschokt van vandaan gekomen en meende er in contact gekomen te zijn met een stel "fanatiekelingen". Na afloop van de koninklijke bemoeienis met de conferenties, zette Kaiser de zaak voort als "Open Veld-bijeenkomsten". Daar is koningin Juliana nooit gesignaleerd.